# Ernesto Albarracín
Ernesto Albarracín (25 de Setembro de 1907 – meados do Século XX) foi um futebolista argentino que competiu na Copa do Mundo FIFA de 1938, realizada na Itália.